# Drifting
Drifting er en amerikansk stumfilm fra 1923 af Tod Browning.

## Medvirkende
- Priscilla Dean som Cassie Cook / Lucille Preston
- Matt Moore som Arthur Jarvis
- Wallace Beery som Jules Repin
- J. Farrell MacDonald som Murphy
- Rose Dione som Polly Voo
- Edna Tichenor som Molly Norton
- William V. Mong som Dr. Li